# 陈瑞鼎 (1939年)
陈瑞鼎（1939年7月—），安徽宿州人，中华人民共和国政治人物。

## 生平
1964年6月，加入中国共产党，1964年8月，毕业于安徽大学历史系。同年9月参加工作。1967年1月，任固镇县人保组秘书组长。1971年4月，任共青团固镇县委副书记。1973年9月，任固镇县磨盘张公社党委书记兼革委会主任。1979年4月，任安徽省种子公司副经理。1983年8月，任安徽省司法厅厅长、党组书记。1984年9月至1986年7月，在中央党校培训班学习。1984年12月，任中共安徽省委委员。1992年1月，任安徽省公安厅党委副书记、书记、厅长。1996年5月，任中共安徽省委常委、政法委第一书记，省公安厅厅长、党委书记。2000年1月，安徽省九届人大三次会议补选陈瑞鼎任安徽省人大常委会副主任。1997年6月至2006年1月，任安徽省法学会第四届会长。